# Lihiröarna

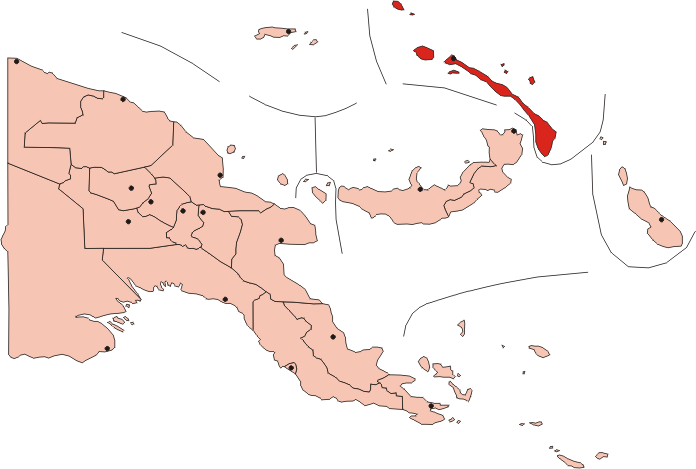
New Ireland översikskarta

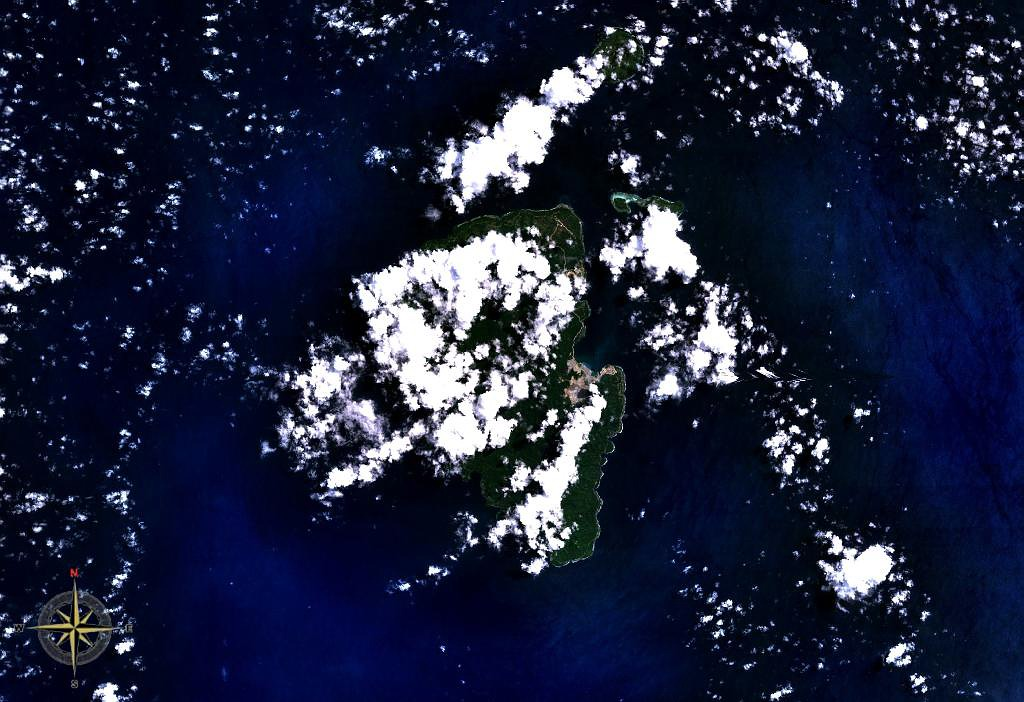
Lihiröarna

Lihiröarna (tidigare Gerrit Denys öarna eller Gerrit de Nijs öarna) är en ögrupp i Bismarckarkipelagen i västra Stilla havet och tillhör Papua Nya Guinea.

## Geografi
Lihiröarna utgör en del av New Ireland-provinsen och ligger cirka 900 km nordöst om Port Moresby och cirka 50 km nordöst om huvudön Niu Ailan. Dess geografiska koordinater är 3°04′ S och 152°37′ Ö. Ögruppen ingår i en ökedja som löper parallellt öster om Niu Ailanön med övriga Tabaröarna - Lihir - Tangaöarna- Feniöarna - Greenöarna och Bougainvilleön.
Öarna är av vulkaniskt ursprung och har en area om ca 205 km². Den högsta höjden är på cirka 700 m ö.h.
Befolkningen uppgår till ca 17.000 invånare är främst fördelad på byar längs kusten och öarnas inre täcks till största del av regnskog. Huvudorten Palie ligger på Lihiröns södra del.
Lihiröarna omfattar
- Niolam Island, även Lir, oftast Lihir Island, huvudön, ca 21 km lång och 10 km bred
- Mahur Island, tidigare San Francisco, norr om huvudön
- Mali Island, tidigare San Antonio, öster om huvudön
- Masahet Island, även Massait, tidigare San Jose, norr om huvudön
- Sanambiet Island, öster om huvudön

Öarna har en liten flygplats (flygplatskod "LNV") för lokalt flyg.

## Historia
Ögruppen har troligen bebotts av melanesier sedan cirka 1500 f.Kr. De upptäcktes i april 1643 av nederländske Abel Tasman som då döpte området till "Gardenijsöarna".
Området hamnade 1885 under tysk överhöghet som del i Tyska Nya Guinea. Området förvaltades till en början av handelsbolaget Neuguinea-Compagnie.
Efter första världskriget hamnade området under australisk kontroll och Australien fick senare även officiellt mandat för hela Bismarckarkipelagen av Förenta Nationerna. 
1942 till 1945 ockuperades området av Japan men återgick sedan till australisk förvaltningsmandat tills Papua Nya Guinea blev självständigt 1975.
1982 upptäcktes en guldfyndighet på Lihirs östra del vid Luise Harbour som utvinns i dagbrott sedan 1983. Gruvan uppskattas som en av världens största guldfyndigheter.